# 18824 Ґрейвс
18824 Ґрейвс (18824 Graves) — астероїд головного поясу, відкритий 14 липня 1999 року.
Тіссеранів параметр щодо Юпітера — 3,516.